# Where We Belong (Lostprophets)
Where We Belong è un singolo del gruppo musicale gallese Lostprophets, pubblicato nel 2010 ed estratto dall'album The Betrayed.

## Tracce
CD
1. Where We Belong (radio edit) – 3:42
2. Sunshine – 4:40

Download digitale (iTunes)
1. Where We Belong (radio edit) – 3:42
2. Sunshine – 4:40
3. Where We Belong (album version) – 4:37

## Formazione
- Ian Watkins – voce
- Jamie Oliver – piano, tastiera, sampler, voce
- Lee Gaze – chitarra
- Mike Lewis – chitarra
- Stuart Richardson – basso
- Ilan Rubin – batteria, percussioni (registrazione)
- Luke Johnson – batteria, percussioni (video)